# رجال في الأبيض (مسرحية)
رجال في الأبيض (بالإنجليزية: Men in White)‏ مسرحية درامية عرضت عام 1933 من تأليف الكاتب المسرحي البريطاني سدني كنجزلي ومن تمثيل: لوثر أدلر ، ألان باكستر.